# Mésanger

Mésanger este o comună în departamentul Loire-Atlantique, Franța. În 2009 avea o populație de 4,288 de locuitori.